# Szponowatość paznokci
Zasugerowano, aby zintegrować ten artykuł z artykułem Onychogrypoza (dyskusja). Nie opisano powodu propozycji integracji.

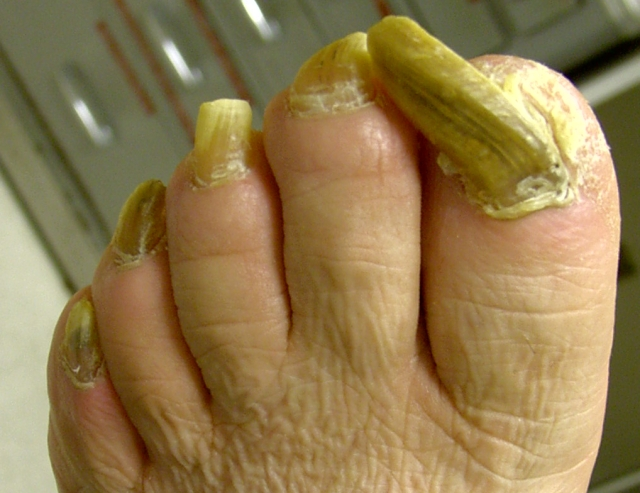
Szponowatość paznokci.

Szponowatość paznokci, onychogryfoza (łac. onychogryphosis) – przerost płytki paznokciowej spowodowany stanem zapalnym łożyska paznokcia. Może być również spowodowany zaburzeniami na tle neurotroficznym lub patologicznym.
Najczęściej dotyczy palucha. Może jednak dotyczyć również i innych paznokci nóg i rąk. Szponowatość pojawia się najczęściej u osób starszych (u młodszych związana jest najczęściej z wielokrotnymi urazami typu mechanicznego). Paznokieć staje się grubszy niż normalnie, zaczyna ciemnieć, zmieniając swoje zabarwienie na kolor szarozielony bądź ciemnobrunatny. Kształt jego ulega deformacji poprzez wykrzywianie się go w stronę powierzchni paznokciowej bądź w kierunku powierzchni dłoniowej przypominając kształtem szpon (pazur) ptaka.

Przeczytaj ostrzeżenie dotyczące informacji medycznych i pokrewnych zamieszczonych w Wikipedii.